# Maytenus spinosa
Maytenus spinosa es una especie de planta  perteneciente a la familia  Celastraceae. Es endémica de Sudamérica. 

## Descripción
Es un arbusto o árbol que se encuentra en Bolivia, Argentina y en Paraguay en el Chaco seco, Chaco húmedo y en el Espinal.

## Taxonomía
Maytenus spinosa fue descrito por (Griseb.) Lourteig & O'Donell  y publicado en Natura 1: 188. 1955.
Etimología
Maytenus: nombre genérico de  maiten, mayten o mayton, un nombre mapuche para la especie tipo Maytenus boaria.
spinosa: epíteto latino que significa "espinosa".
Sinonimia
- Gymnosporia boliviana Loes.
- Gymnosporia spinosa (Griseb.) Loes. ex Hicken
- Moya boliviana (Loes.) Loes.
- Moya spinosa Griseb.[4]